# Gus Hall
Gus Hall, född Arvo Kustaa Halberg den 8 oktober 1910 i Cherry Township i Minnesota av finska föräldrar, död 13 oktober 2000 i New York i New York, var en amerikansk politiker som under många år var ledare för det kommunistiska partiet (CPUSA) i USA. Han var partiets presidentkandidat fyra gånger: 1972, 1976, 1980 och 1984; de två sista gångerna tillsammans med Angela Davis.

## Utmärkelser
- Folkens vänskapsorden,  1975[6]
- Leninorden,  1977[6]
- Tjeckoslovakiens vänskapsorden,  6 oktober 1980[7]

[Redigera Wikidata]